# Ter Leede
Ter Leede est un club de football féminin des Pays-Bas basé à Sassenheim. Fondé en avril 1930, il évolue aujourd'hui en Topklasse (2e division).

## Palmarès
- Championnat des Pays-Bas (5) : 2001, 2003, 2004, 2007, 2013
- Vainqueur de la Coupe des Pays-Bas (4) : 1992, 2001, 2007
- Finaliste de la Coupe des Pays-Bas (1) : 2010
- Vainqueur de la Supercoupe des Pays-Bas (2) : 2003, 2007
- Triplé Championnat-Coupe-Supercoupe (1) : 2007
- Doublé Championnat-Coupe (1) : 2001
- Doublé Championnat-Supercoupe (1) : 2003